# Yorkville (Ohio)
Pour les articles homonymes, voir Yorkville.
Yorkville est un village américain situé dans les comtés de Belmont et de Jefferson, dans l'Ohio. Selon le recensement de 2010, sa population est de 1 079 habitants.